# Triumfetta rhodoneura
Triumfetta rhodoneura är en malvaväxtart som beskrevs av Karl Moritz Schumann. Triumfetta rhodoneura ingår i släktet triumfettor, och familjen malvaväxter. Inga underarter finns listade i Catalogue of Life.